# 第11裝甲師 (德國國防軍)
第11装甲师（德語：11 Panzer Division）是二战期间德国国防军的一个装甲师，成立于1940年。
该师在第二次世界大战期间在东线和西线作战。第11装甲师直到入侵南斯拉夫才参战。它从1941年到1944年在苏联作战，并在战争的最后一年在法国南部和德国本土作战。阵徽为幽灵。

## 历史
第11装甲师于1940年8月1日由第11舒岑（Schützen）旅和从第5装甲师撤出的第15装甲团以及第231步兵师、第311步兵师和第209步兵师的一部分组成。它的大多数成员来自西里西亚（第8军区）。第11装甲师于1941年4月在南斯拉夫的入侵中首次参战。途经保加利亚，抵达贝尔格莱德并协助攻占该城市。
该师随后被派往东线，隶属于南方集团军群。它参加了基辅战役，后来又参加了莫斯科战役。在莫斯科战役中，苏联宣传虚构了第11装甲师与潘菲洛夫的28名卫兵的虚构遭遇。1941年12月苏军反攻后，该师开始进行撤退和防御作战，第11装甲师的前进在近卫摩托步兵第8师和步兵第78师的顽强抵抗下终于停止。恶劣的天气条件也是一个因素。
第11装甲师从1942年6月起成为蓝色方案的一部分，参与了夺取沃罗涅日和向斯大林格勒进发的行动。它避免了被第6军团困在该市，但在1942-43年冬天遭受了重大损失。它参与了对斯大林格勒失败的救援行动，随后又参与了罗斯托夫的保卫战，这让从高加索撤退的德军得以逃脱。
在奇尔河附近的东线作战期间。第11装甲师充当了苏军突破口所在的救火队。12月，第11装甲师对奇尔河周围的苏军进行了一系列反击。1942年12月9日，第11装甲师在反击中摧毁了苏联第1坦克军的53辆坦克，以解救德国第336步兵师。1942年12月19日，第11装甲师在Oblivskaya以南摧毁了42辆俄罗斯坦克，而自己的坦克没有损失。该师发动了第二次苏军进攻，在没有遭受任何损失的情况下又摧毁了65辆苏军坦克。到当天结束时，第11装甲师摧毁了整个苏联机械化军。1942年12月21日，第11装甲师沿奇尔河发起反击，摧毁了苏联第5坦克集团军的大部分部队。该师在此过程中损失惨重。
1943年7月，参加了库尔斯克战役和德军失败后的防御作战和撤退。它于1944年2月被困在科爾遜-契爾卡塞口袋中，并在从口袋中突围时几乎完全被摧毁。在接收了从第273预备装甲师抽调的人员后，该师从前线撤出并派往法国波尔多。
在驻扎在图卢兹地区后，该师于1944年7月转移到罗纳河的一部分。1944年8月盟军入侵法国南部时，该师通过罗纳河走廊撤退，到达贝桑松。后来参加了在阿尔萨斯的战斗，它帮助保卫了贝尔福峡湾，并在返回萨尔之前在阿拉库尔战役中被击败。1944年12月，该师作为G集团军群的一部分进行了战斗。
在它没有参加的突出部战役开始时，该师有3500名人员，其中包括800名步兵。在德军进攻失败后，第11装甲师在萨尔州和摩泽尔州投入战斗，并在雷马根作战，此时该师仍有4,000名士兵、25辆坦克和18门火炮。
随后它被转移到前线的南部，其部队驻扎在鲁尔区并被包围。第11装甲师向东南撤退，最终于1945年5月2日在帕绍附近地区向美军投降。